# Letoun pro spolupráci s armádou

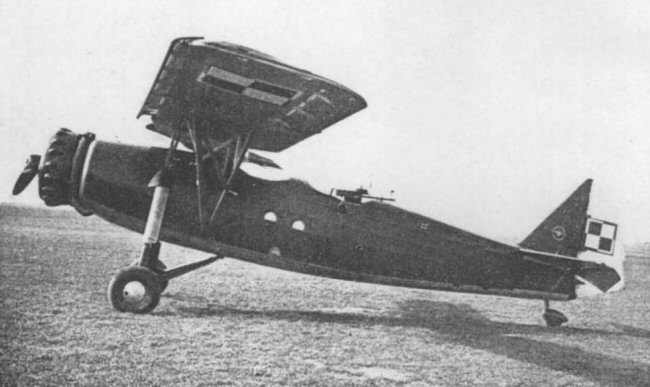
RWD-14 Czapla

Letoun pro spolupráci s armádou byl druh válečného letadla. Jednalo se o meziválečný koncept letadla schopného podporovat pozemní jednotky a zastávat škálu rolí od spojovacího letadla, přes dělostřeleckého pozorovatele a průzkumného letounu až po bitevního letounu.

## Historie
Koncepce letounu pro spolupráci s armádou byla stvořena ve Francii na konci první světové války. Mnoho států experimentovalo s myšlenkou vytvoření samostatných jednotek pověřených úzkou spoluprací s pozemními jednotkami. Nicméně ve většině případů byly úlohy pozorování, průzkumu a spojování drženy odděleně a přiřazeny specializovaným jednotkám. Jedním z mála států, který plně zavedl tento koncept, bylo Polsko. Na konci 30. let měla polská armáda k dispozici 12 eskader doprovodných letadel (samolot towarzyszący), které obvykle operovaly v rojích po 3 až 6 letadlech přidělených k pěším nebo jezdeckým plukům. Typickými polskými letadly pro spolupráci s armádou byly Lublin R.XIII, PZL Ł.2 a RWD-14 Czapla. Dle polských specifikací z druhé poloviny 20. let měl mít letoun tohoto typu schopnost krátkého vzletu a přistání, skládací křídla a relativně malé rozměry, aby mohly být provozovány i z improvizovaných letišť a hangárů, jako byly např. stodoly. Skládací křídla umožňovala, aby byl letoun tažen automobilem či nákladním vozem, což byl důležitý požadavek pro letadla operující v kooperaci s pozemními jednotkami.